# Conseil provisoire du duché de Masovie
Le Conseil provisoire du duché de Masovie (en polonais : Rada Zastępcza Tymczasowa Księstwa Mazowieckiego) est un organisme gouvernemental établi à Varsovie durant l'insurrection polonaise de 1794, dirigée par le général Tadeusz Kosciuszko contre les armées russe et prussienne, à la suite du deuxième partage de la Pologne (janvier 1793). 
Il fonctionne du 19 avril au 27 mai 1794, date à laquelle il est intégré dans le Conseil national suprême, établi par Kosciuszko le 10 mai à Połaniec. 

## Historique
Après la proclamation de l'insurrection par Kosciuszko le 24 mars 1794 à Cracovie et la victoire qu'il remporte le 4 avril à Raclawice contre les unités russes du général Denisov, Varsovie se soulève le 17 avril et, en quelques jours, réussit à chasser la garnison russe de la ville. 
Le Conseil provisoire est mis en place le 19 avril ; il est formé de représentants des territoires libérés de l'occupation russe autour de Varsovie, venant de la province de Mazovie. Son président est  Ignace Zakrzewski, maire de Varsovie en 1792, fonction dont il avait été démis au début de la guerre russo-polonaise de 1792 et son responsable militaire Stanislas Mokronowski.
Les conseillers sont répartis entre quatre départements (wydział) :
- département de la Police, dirigé par Zakrzewski ;
- département de la Diplomatie, avec entre autres, Tadeusz Mostowski ;
- département du Trésor, avec Jan Kilinski et Franciszek Gautier[3] ;
- département de la Guerre, dirigé par Stanislas Mokronowski, avec Joseph Wybicki.

## Pages connexes
- Conseil national suprême
- Partages de la Pologne
- Deuxième partage de la Pologne (1793)
- Troisième partage de la Pologne (1795)